# Bagarius yarrelli
Bagarius yarrelli és una espècie de peix de la família dels sisòrids i de l'ordre dels siluriformes.

## Morfologia
- Els mascles poden assolir 200 cm de longitud total.
- Nombre de vèrtebres: 40-45.[1][2]

## Alimentació
Menja principalment gambes, tot i que també menja peixets i insectes aquàtics.

## Hàbitat
És un peix d'aigua dolça i de clima tropical.

## Distribució geogràfica
Es troba a Àsia: conques dels rius Indus i Ganges, conca del riu Mekong, la major part de l'Índia meridional a l'est dels Ghats Occidentals i des de la conca del riu Xe Bangfai (Laos) fins a Indonèsia.

## Ús comercial
És venut fresc als mercats locals.